# سو ويليامسون
سو ويليامسون (بالإنجليزية: Sue Williamson)‏ هي فنانة تشكيلية ومصورة وكاتِبة جنوب أفريقية، ولدت في 21 يناير 1941 في ليتشفيلد في المملكة المتحدة.

## وصلات خارجية
- الموقع الرسمي